# Nazim Saiti
Nazim Saiti (ur. 1941 w Szkodrze, zm. 2001) – albański tłumacz.

## Życiorys
W latach 1959–1960 studiował w Związku Radzieckim, jednak został zmuszony do przerwania studiów. Po powrocie do Albanii pracował w marynarce handlowej.
W 1975 roku braz z braćmi Feritem Tahją i Cufem Tahją zostali aresztowani i skazani w Szkodrze za rozpowszechnianie antykomunistycznych ulotek, których treść była krytyczna wobec albańskiego przywódcy Envera Hodży. Po trzech latach został przeniesiony do więzienia w Burrelu; wówczas przetłumaczył na język albański 8 utworów autorstwa Fiodora Dostojewskiego, jednym z nich były Notatki z podziemia. Przekład został wydany w 2018 roku przez wydawnictwo Çabej.

## Życie prywatne
Miał młodszego brata, który także był więziony przez władze komunistyczne; w 1966 roku uciekł on do Jugosławii, jednak został przez tamtejsze władze aresztowany i odesłany do Albanii. W 1973 roku został skazany za działalność antykomunistyczną, a z powodu sprzeciwu wobec pracy w kopalni został internowany.
W 1992 roku urodził się jego syn Sait.